# Dionysios Zbirujski
Dionysios Zbirujski (polnisch Dionizy Zbirujski, weltlicher Name Dmitri; gestorben am 18. November 1603, Chełm, Chełmer Land, Königreich Polen-Litauen) war orthodoxer Bischof von Chełm (1585–1596) und unierter Bischof von Chełm (1596–1603).

## Leben
Dmitri wuchs in Krasny Staw im heutigen östlichen Polen auf. Er heiratete Anna, eine Tochter des späteren Bischofs Zacharias von Chełm. Er war als Schreiber in Krasny Staw tätig.
Ende 1585 wurde er erstmals als Bischof von Chełm erwähnt. Er war Nachfolger von Leontios, einem Bruder seiner Frau. Zu diesem Zeitpunkt muss er das Mönchsgelübde abgelegt und sich theoretisch von seiner Frau getrennt haben. 1592 beschwerten sich jedoch Mitglieder der orthodoxen Bruderschaft in Lwów bei Patriarch Jeremias II. von Konstantinopel, dass er mit einer Frau zusammenlebe.
Bischof Dionysios nahm an allen Synoden der ruthenischen Bischöfe seit 1590 (außer 1594) teil und unterzeichnete alle Dokumente für die Union mit der katholischen Kirche 1596. Danach war er der erste unierte Bischof von Chełm bis zu seinem Tod. Sein Nachfolger wurde ein weiterer Bruder seiner Ehefrau.